# Wataru Endó
Wataru Endó (* 9. únor 1993 Jokohama) je japonský profesionální fotbalista, který hraje na pozici defensivního záložníka za anglický klub Liverpool FC a za japonský národní tým, jehož je kapitánem.

## Klubová kariéra
Endó hrával za japonské kluby Šónan Bellmare a Urawa Red Diamonds. V roce 2018 zamířil do Evropy, když podepsal smlouvu s belgickým klubem Sint-Truiden.
Po jedné sezóně v belgické nejvyšší soutěži se Endó přesunul do německé druhé Bundesligy, kde se upsal Stuttgartu v rámci ročního hostování s opcí. V létě 2019, poté co Endó s klubem postoupil do Bundesligy, byla opce na trvalý přestup uplatněna.
Endo v ročníku 2022/23 německé ligy nastoupil v dresu Stuttgartu v 33 zápasech, dal pět branek a na čtyři góly přihrál. Stuttgartu pomohl k záchraně, klub se mezi elitou udržel po barážové výhře nad Hamburkem.
Kabinu Stuttgartu Endo, jakožto kapitán mužstva, opustil 18. srpna 2023, když podpisem stvrdil svůj přestup do Liverpoolu. Japonský záložník podepsal s klubem kontrakt na čtyři sezony. Stuttgart dostal odstupné ve výši devatenácti milionů eur.

## Reprezentační kariéra
Endó debutoval v japonském národním týmu v roce 2015 v utkání proti Severní Koreje. V březnu 2023 se Endó po odehrání 47 reprezentačních utkání stal japonským reprezentačním kapitánem.

## Statistiky
| Japonsko | Japonsko | Japonsko |
| Roky     | Záp.     | Góly     |
| -------- | -------- | -------- |
| 2015     | 5        | 0        |
| 2016     | 2        | 0        |
| 2017     | 4        | 0        |
| 2018     | 4        | 0        |
| 2019     | 7        | 1        |
| Celkem   | 22       | 1        |